# تاسيكمالايا
تاسيكمالايا (بالإنجليزية: Tasikmalaya)‏ هي مدينة تقع في إندونيسيا في جاوة الغربية. يقدر عدد سكانها بـ 635,424 نسمة ومساحتها 184.38 كم2 .

## أعلام
- إحسان مولانا مصطفى
- يايان رويان